# Ozicrypta reticulata
Ozicrypta reticulata is een spinnensoort uit de familie Barychelidae. De soort komt voor in Queensland.